# جولي ماير
جولي ماير (بالإنجليزية: Julie Meyer)‏ هي سيدة أعمال ورائدة أعمال أمريكية، ولدت في 28 أغسطس 1966 في ديربورن في الولايات المتحدة.

## وصلات خارجية
- جولي ماير على موقع IMDb (الإنجليزية)
- جولي ماير على موقع قاعدة بيانات الفيلم (الإنجليزية)